# Caluquembe
Caluquembe ist eine Kleinstadt und ein Landkreis in Angola.

## Geschichte
Caluquembe wurde 1965, unter portugiesischer Kolonialverwaltung, Sitz eines eigenen Kreises und zeitgleich zur Kleinstadt (Vila) erhoben. Nach der Unabhängigkeit des Landes 1975 blieb es ein eigenständiger Kreis.

## Verwaltung und Einwohner
Caluquembe ist Sitz eines gleichnamigen Kreises (Município) in der Provinz Huíla. Der Kreis umfasst eine Fläche von 3074 km² mit etwa 150.000 Einwohnern (Schätzung 2014). 2011 belief sich die Schätzung der Einwohnerzahl noch auf 246.000. Die Volkszählung 2014 soll fortan für gesicherte Bevölkerungsdaten sorgen.
Der Kreis Caluquembe setzt sich aus drei Gemeinden (Comunas) zusammen:
- Caluquembe
- Calépi
- N’gola